# Кейто
Кейто (англ. Ceitho; ум. в VI веке) — затворник валлийский, католический святой. День памяти 1 ноября.
Святой Кейто жил в Западном Уэльсе в VI веке. По преданию, он был одним из пяти сыновей, рождённых Кинир Барбтруком (Cynyr Barbtruc, валл.:Cynyr Farfdrwch) из Кинвил Гаэо, потомков древнего валлийского короля Куннеды (Cunedda Wledig). Среди его братьев были Гвинно (Gwynno), Гвиноро (Gwynoro), Келинин (Celynin) и Гвин (Gwyn), который стал святым. Пять братьев, по преданию, основали село Лланпумсант .
Кейто считается также святым покровителем прихода Ллангейто, а также Кередигиона. По преданию, он основал монастырь и жил там затворником. Около села имеется источник св. Кейто, который, как говорят, прохладен летом и тепл зимой.

## Тропарь, глас 8
In God's earthly house is the very Gate of Heaven,/
O holy Ceitho in thy foundation thou didst open to men the way of salvation./
Wherefore, O Saint, pray that we, entering His holy temple,/
may worthily stand before God and implore Him to grant mercy to our souls.